# Distretto di Malkangiri
Il distretto di Malkangiri è un distretto dell'Orissa, in India, di 480 232 abitanti. Il suo capoluogo è Malkangiri.